# 고성 건봉사 능파교
고성 건봉사 능파교(高城 乾鳳寺 凌波橋)는 대한민국 강원특별자치도 고성군 건봉사의 대웅전 지역과 극락전 지역을 연결하고 있는 무지개 모양의 다리이다. 2002년 2월 6일 대한민국의 보물 제1336호로 지정되었다.
이 다리는 건봉사 대웅전 지역과 극락전 지역을 연결하고 있는 홍예교로서 규모도 비교적 크고 잘 보존되어 있다. 조선시대 숙종 30년(1704년)부터 숙종 33년(1707년) 사이에 처음 축조되었다는 것을 경내 불이문 옆에 있는 〈능파교신창기비〉(凌波橋新創記碑, 숙종 34년(1708년) 건립)를 통해 알 수 있다.
그후 영조 21년(1745년)에 대홍수로 붕괴되어, 영조 25년(1749년)에 중수하였고, 고종 17년(1880년)에 다시 무너져 그 석재를 대웅전의 석계(石階)와 산영루(山映樓) 수축에 이용하기도 하였다.
다리 규모는 폭 3m, 길이 14.3m, 다리중앙부의 높이는 5.4m이며, 다리의 중앙부분에 큰 아치(홍예)를 틀고 그 좌우에는 장대석으로 축조하여 다리를 구성하였는데 홍예는 하부 지름이 7.8m이고 높이는 기석(基石)의 하단에서 4.5m이므로, 실제 높이는 조금 더 높다.
홍예의 축조는 양쪽 다리의 바닥부분에 두툼한 2단의 지대석을 놓고 그 위에 29개의 홍예석을 올려 놓았는데 상부 중심의 홍예 종석(宗石)을 제외하면 좌우로 각기 14개의 홍예돌을 배열하였으며, 밑에서 위로 올라갈수록 돌의 규격이 작다. 홍예돌은 통돌(單一材)로 하지 않고, 길이 3m에 2개의 석재를 이어서 사용하였는데, 일부 석재는 2.65m의 긴 석재(長材)도 있다.
홍예 좌우 교각의 면석(面石)은 정교하게 다듬은 장대석을 10〜11층으로 쌓아 마감하였으며, 홍예석 외면과는 홍예의 원호(圓弧)에 맞추어 끼웠다.
다리의 상부는 홍예 중앙의 종석 위에 덧댄 장대석없이 바로 상부바닥 구조인 경계석(난간석)이 올려졌다. 다리 상부의 경계석은 면석보다 10cm가량 내밀어 설치되어, 홍예의 폭(3m) 보다 20cm가 더 크다. 경계석에 사용된 석재는 폭 40cm, 높이 21cm이며, 길이는 100〜320cm로 일정하지 않다.
능파교의 날개벽은 남쪽(극락전쪽)이 장대석으로 견고하게 축조되어 있고, 북쪽은 호형(弧形)을 이루고 있다.
암석종류는 남쪽 하단에서부터 8개, 북측 하단 에서부터 8개가 조립질 석영섬록암이고, 나머지 홍예석 전체는 우백질 흑운모화강암(조립질)이다.

## 같이 보기
- 건봉사

## 참고 자료
- 고성 건봉사 능파교 - 국가유산청 국가유산포털